# Odontosoria guatemalensis
Odontosoria guatemalensis là một loài thực vật có mạch trong họ Dennstaedtiaceae. Loài này được Christ miêu tả khoa học đầu tiên năm 1909.